# Hetedfeles
A hetedfeles kártyajáték, amit 40 lapos spanyol kártyával játszanak.
A cél hét és fél pont vagy ehhez a lehető legközelebbi pontszám elérése. A kártyák annyi pontot érnek, ahányas szám szerepel rajtuk, a figurás lapok pedig felet.
Az egyik játékos a "bank". A bank egy-egy lefordított lapot oszt minden játékosnak és magának. A lap megtekintése után a játékosok megteszik fogadásaikat.
A játék kezdetével körönként kérhetnek lapot a bankártól két úton: 

a) a játékos felfordítja a lapját (később lapjait), így a bank a kártyát lefordítva adja a játékosnak 

b) a játékos nem mutatja meg a lapját (később lapjait), ebben az esetben a banktól egy felfordított kártyát kap
Tehát egy kártya mindig rejtve marad a többi játékos előtt.
A játékos bármikor azt mondhatja, "elég", amikor elérte a hét és fél pontot, vagy ha alatta van. Ha a játékos eléri a hét és fél pontot vagy meghaladja azt, meg kell mutatnia a lefordított kártyáját.
Amikor az összes játékos azt mondta: "elég", a bank köre jön. Felfedi a lapjait és mindenki előtt játszik, amíg el nem éri a hét és fél pontot vagy meg nem haladja azt. Az nyer, akinek több pontja van, mint a banknak, de ez nem haladja meg a hét és fél pontot. Akinek hét és fél pontja van, a fogadása kétszeresét nyeri, és néhány helyen ő lesz a bank. Ha valaki ugyanannyi pontot szerez, mint a bank, mindig a bank nyer.
Ez a játék nagyon hasonlít a Blackjackhez, és igen népszerű a kaszinókban, amit francia kártyával játszanak és szabályai kissé különböznek.

## Fogadás
A fogadás legelterjedtebb formája: 

A bank mondja meg a fogadás összegét osztás előtt, tehát az összes játékos ebben az összegben fogad a bank ellen. 

Ha egy játékos meghaladja a 7,5 pontot, kifizeti fogadását a banknak. 

Ha egy játékos annyi pontot szerez, mint a bank, kifizeti fogadását a banknak. 

Ha egy játékos 7,5 pontot szerez, fogadása dupláját nyeri el a banktól. 

Ha a bank 7,5 pontot szerez, minden játékos fogadása dupláját fizeti ki a banknak. Kivéve az a játékos, aki ugyancsak 7,5 pontot szerez. Ő a fogadása négyszeresét fizeti ki a banknak. 

Ha egy játékos első lapként egy figurát kap (fél pont), majd következő lapként is, és így tovább, külön fogadásokat tud kötni ezekre a lapokra mindaddig, amíg egy számos lapot nem kap. Például: "Az első körben egy lovagot kapok (fél pont), új lapot kérek, és az egy apród (fél pont). Mondhatom azt a banknak, hogy új fogadást szeretnék kötni a második lapomra is. Így van két külön fél pontom. Újabb lapot kérek, ez egy hatos. Összetéve a lovaggal, így hat és fél. Kérek egy új lapot, ez egy négyes. Ez túl magas a 6 és fél pontomnak, így az apróddal párosítom, négy és fél eddig..."

## Megjegyzés a névről
A magyar nyelvben már régies 'hetedfél' felező számnév hat és felet jelent. Ma már csak a 'másfél' szavunkban használatos ez a megközelítés.